# Corona 83
Corona 83 – amerykański satelita wywiadowczy do wykonywania zdjęć powierzchni Ziemi. Dziewiąty statek serii Keyhole-4A tajnego programu CORONA. Misja powiodła się. Kapsuły ze zdjęciami powróciły na Ziemię, wodując na Pacyfiku, w połowie sierpnia 1964.

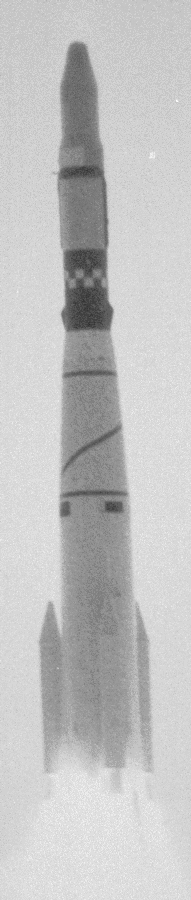
Start rakiety Thor Agena D z satelitą Corona 83